# David Donohue
David Donohue est un pilote américain né le 5 janvier 1967 à Morristown (New Jersey). Spécialiste de l'endurance il a remporté les 24 Heures de Daytona et a participé au 24 Heures du Mans. Il court depuis 2001 en Grand-Am.

## Carrière
David Donohue est le fils de Mark Donohue, pilote légendaire aux États-Unis. Mais alors qu'il a 7 ans, son père, revenu en Formule 1 chez Roger Penske pour une ultime aventure, est victime de deux accidents coup sur coup : à Talladega dans lequel il se blesse à la tête, et au Grand Prix d'Autriche à Zeltweg. Ce dernier accident semble assez bénin à première vue même si plusieurs commissaires sont touchés et un tué par la voiture, Donohue ne souffre en effet que d'une fracture à la cheville et de contusions aux bras. Mais le lendemain, il assiste à la course avec sa famille quand il est victime d'un malaise. Évacué vers l'hôpital de Graz il meurt malgré une opération de la dernière chance.
En 1999, en championnat FIA GT, il remporte les 3 Heures de Watkins Glen.
Le jeune David et son frère Michael se retrouvent orphelins de père. Le jeune Donohue décide de ne pas se consacrer au sport automobile, ce n'est qu'à l'âge de 25 ans après ces études qu'il décide de courir. Comme son père, il pilote dans de nombreuses disciplines allant de la monoplace au NASCAR. Depuis 2001 il se consacre à l'endurance dont il est un acteur majeur. 
Depuis 2005 il court dans l'écurie de Jay Leno (l'humoriste américain est féru de sport auto et possède même son propre musée avec 600 voitures). En 18 ans de carrière, il a participé 3 fois au 24 Heures du Mans ainsi que 2 fois au 12 Heures de Sebring.

## Palmarès
- 24 Heures de Daytona 2009
- 24 Heures du Mans 1998 en catégorie GT2, 11e au général
- North American Touring Car Championship (le NATCC) 1997 (sur Dodge Stratus)  
  - 3e du NATCC en 1996 (total de 6 victoires et 18 podiums dans cette compétition)